# Ukiyo-e

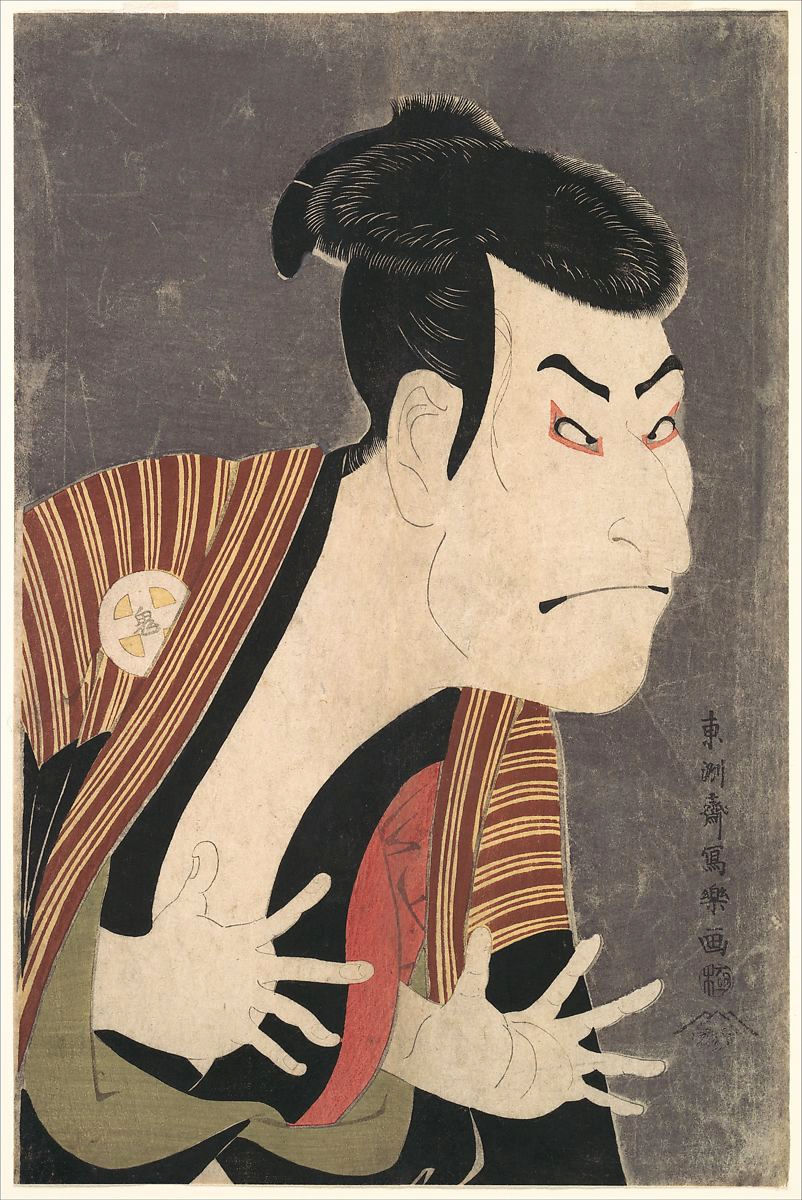
Porträt eines Kabuki-Schauspielers von Toshusai Sharaku (1794)

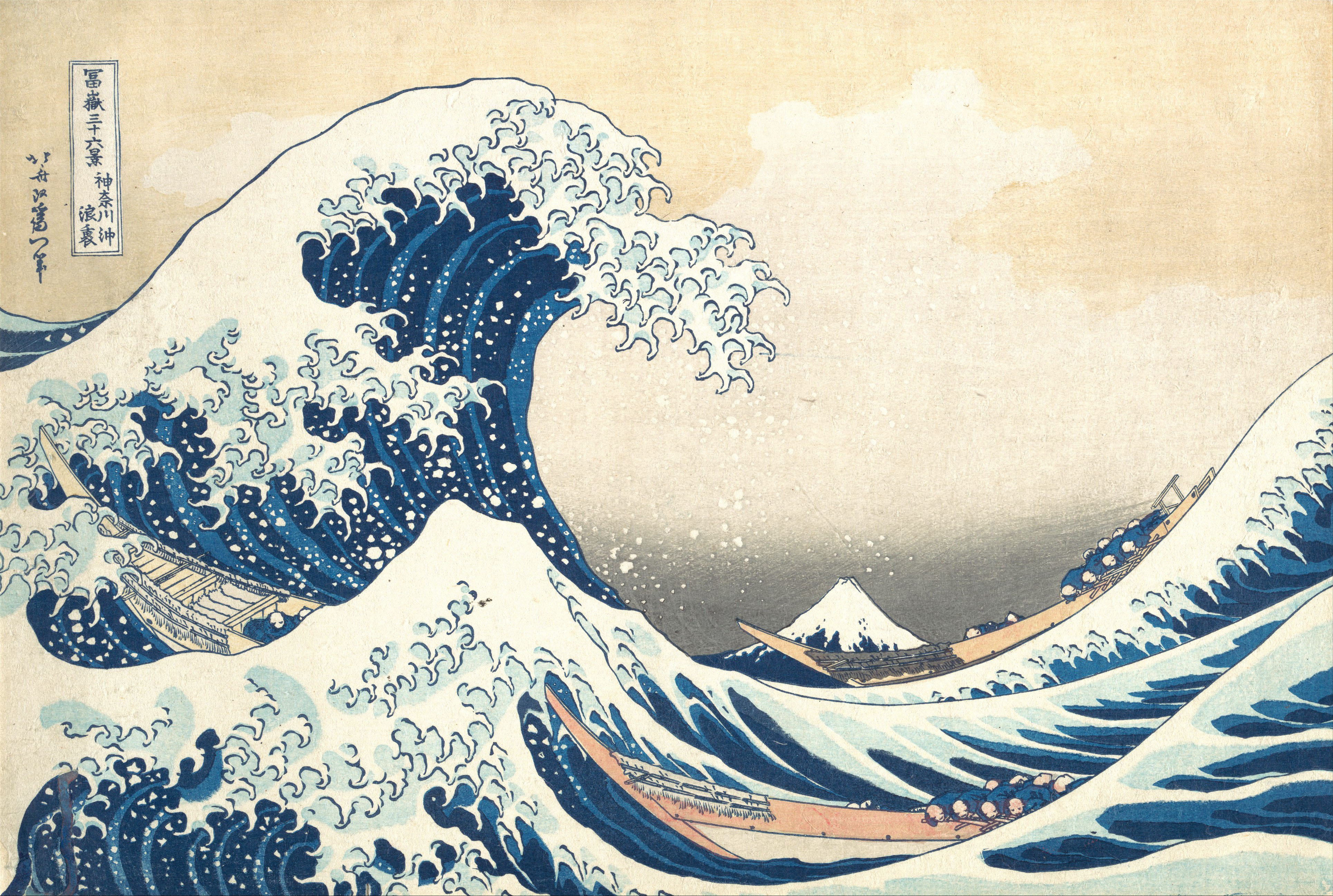
Die große Welle vor Kanagawa von Katsushika Hokusai

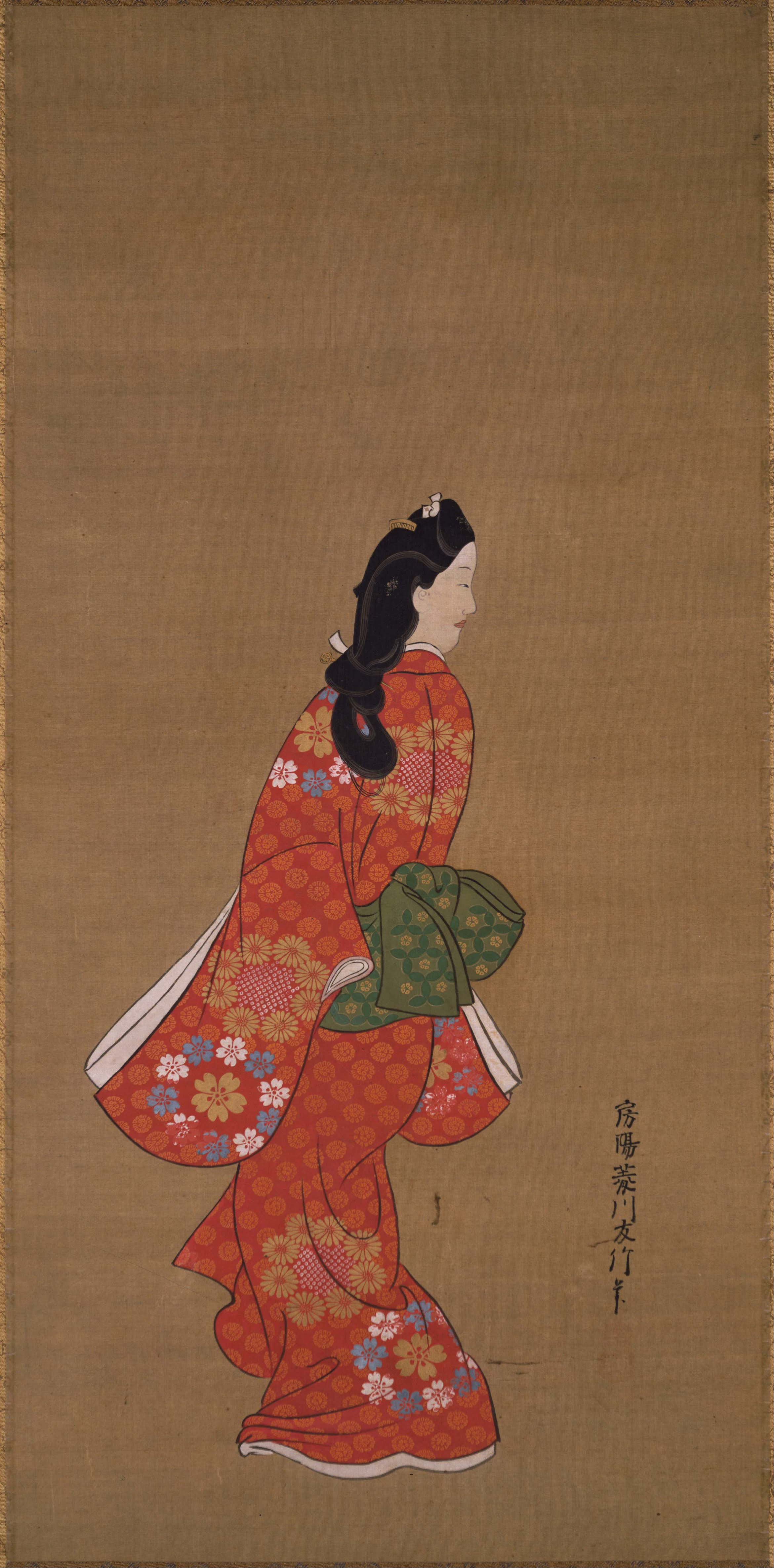
Sich umblickende Schöne (見返美人図, Mikaeri bijin zu) von Hishikawa Moronobu (17. Jahrhundert)

Ukiyo-e (japanisch 浮世絵, etwa „Bilder der fließenden Welt“) ist eine Sammelbezeichnung für ein bestimmtes Genre der japanischen Malerei und der japanischen Druckgrafik (illustrierte Bücher und Farbholzschnitte), das das Lebensgefühl und die Weltsicht des aufkommenden Bürgertums und der breiten Bevölkerungsmehrheit in den großen Städten Japans, insbesondere in Edo (Tokio), während der Edo-Zeit widerspiegelt.

## Begriffsdefinition
Der Begriff ukiyo-e setzt sich aus den Wörtern ukiyo und e zusammen, wobei e Bild oder Gemälde bedeutet. Ukiyo selbst bedeutete ursprünglich die „irdische, vergängliche Welt“ und hat im Buddhismus eine ähnliche Bedeutung wie in der christlichen Anschauung der Begriff vanitas. Er beinhaltet eine eher pessimistische und dem Leben entsagende Grundstimmung.
Der Bedeutungswandel von ukiyo vollzog sich in Japan im ausgehenden 17. Jahrhundert. Der Alltag des aufkommenden Bürgertums (Kaufleute, Handwerker und Dienstleister aller Art) Edos und Osakas hatte sich gewandelt. Anstelle von Besinnlichkeit und Jenseitigkeit war der Bezug auf die diesseitige Welt getreten, und ukiyo bedeutete nun so viel wie „lebe und genieße jetzt“.

„Von nun an war damit die Welt des Vergnügens und der Sinnesfreude gemeint, die Welt der Theater und der Freudenviertel, die Welt der Feste und des ausschweifenden Luxus.“

Fälschlicherweise wird in der Literatur häufig unter dem Begriff ukiyo-e ausschließlich der japanische Farbholzschnitt verstanden, wobei die im Westen kaum bekannten Ukiyo-e-Gemälde vergessen werden. Außerdem werden üblicherweise alle japanischen Farbholzschnitte unter dem Begriff ukiyo-e subsumiert, obwohl zum Beispiel Tier- und Pflanzendarstellungen und auch viele Landschaftsbilder im eigentlichen Sinne nicht dazu gehören.

## Geschichte
Zum ersten Mal belegt ist der Begriff ukiyo-e 1682 im Vorwort eines Buches von Hishikawa Moronobu. „Bilder der heiteren, fließenden Welt“ meinen von nun an die längst üblich gewordenen Genrebilder, in denen das alltägliche Leben der Menschen, ihre Feste und ihre Umgebung dargestellt wurden. Wesentliches Verbreitungsmedium war zunächst die Malerei gewesen, aber es hatte in Kyoto und Osaka bereits mit einfachen Schwarz-Weiß-Drucken illustrierte Bücher gegeben. Mit der Weiterentwicklung der damit verbundenen Techniken gewann der Holzschnitt als Verbreitungsmittel der Ukiyo-e zunehmend an Bedeutung. Um 1700 legen die Maler des Ukiyo-e noch großen Wert auf ihre Abgrenzung von den Entwurfszeichnern für Holzschnitte. Wenige Jahrzehnte später hatte sich der zunächst noch einfarbige, später dann mit wenigen Farben handkolorierte Holzschnitt als eigenständige Ausdrucksform von der Malerei emanzipiert.
Mit der Entwicklung des Vielfarbendruckes um 1760 in Edo (Tokio), ab ca. 1790 in Osaka, entstand dann ein eigenständiger Wirtschaftszweig, der zahlreiche Handwerker beschäftigte und die mit seinen preiswerten Produkten breiten Bevölkerungsschichten eine gewisse, wenn auch nur bildhafte Teilhabe an den Vergnügungen des Lebens bieten konnte. Mehrere hundert Verleger, ebenso viele Künstler, tausende Holzschneider und Drucker fertigten in wenigen Jahrzehnten bis zum Ende der Edo-Zeit im Jahr 1868 Millionen von Drucken. Dargestellt wurden die Aufführungen des Kabuki und Bunraku, die großen und kleinen Stars der Theaterwelt und der Sumo-Arenen, die Bewohnerinnen der zahlreichen Bordelle und sonstigen Vergnügungsetablisments, Szenen des Alltags, das Leben der Schönen und Reichen und zahlreiche Spielarten sexueller Fantasien.
Nach der durch Waffengewalt erzwungenen Öffnung Japans im Jahr 1854 und dem Ende der Edo-Zeit 1868 gehen die Ukiyo-e hanga (Drucke von „Bildern der fließenden Welt“) ihrem Ende entgegen. Nur wenige Künstler führen deren Traditionen ungebrochen bis zum Ende des 19. Jahrhunderts fort. Viele japanische Künstler orientieren sich zunehmend an westlichen Einflüssen und ebenso fordert die japanische Öffentlichkeit zeitgerechtere Themen und Darstellungsformen. Der japanische Farbholzschnitt ging jedoch niemals zugrunde, an die Stelle der Ukiyo-e hanga treten allerdings im Laufe der Meiji-Zeit zunehmend Sōsaku hanga und Shin hanga. Sowohl unter den Künstlern der Meiji-Zeit als auch den Vertretern der Sōsaku und Shin hanga finden sich überzeugende Meister ihres Faches.
Die Ukiyo-e hanga galten in Japan selbst bis vor wenigen Jahrzehnten nicht als Kunst im engeren Sinne, sondern wurden nur als kunsthandwerkliche Erzeugnisse betrachtet. In Europa jedoch waren sie nach ihrem Bekanntwerden um 1870 Ideengeber für die großen Impressionisten und später zum Teil auch der Expressionisten, die sich von deren Raumaufteilung, Linienführung und Farbgebung maßgeblich inspirieren ließen.
Die Sammelleidenschaft europäischer und US-amerikanischer Kunstmäzene für japanische Farbholzschnitte begann um 1900 und seit dieser Zeit sind sie im Westen bereits als eigenständige Kunstgattung anerkannt.

## Einflüsse der Ukiyo-e
Einfluss auf Tätowierkunst
Ukiyo-e haben seit der Edo-Zeit einen großen Einfluss auf die japanische Tätowierkunst (Irezumi/ Horimono), vor allem durch die Illustrationen der Ukiyo-e-Serie Die Räuber vom Liang-Schan-Moor (Tsuzoku Suikoden goketsu hyakuhachinin). Waren in der Illustration der ersten zehn Teile 1805–1807 der  Übersetzung von Kyokutei Baken (1767–1849) (Shinpen suiko gaden) durch Katsushika Hokusai die Tätowierungen noch als simple Zeichnungen dargestellt, illustrierte Utagawa Kuniyoshi in der Fortführung weiterer Teile ab 1828 die Tätowierungen der Helden in extravaganter und detailreicher Art. Obwohl in der originalen Geschichte nur vier Helden explizit als tätowiert beschrieben werden, fügte Kuniyoshi elf weiteren Helden umfangreiche Tätowierungen hinzu. Dies hatte unter anderem Einfluss auf die Darstellung von Helden und Rebellen im Kabuki-Theater, damit wiederum auch auf die Darstellung der Schauspieler in den Yakusha-e (Darstellung von Kabuki-Schauspielern in Ukiyo-e). Dieser Einfluss hält bis in die heutige Zeit an, siehe klassische japanische Tätowierungen durch Horiyoshi III
Einfluss auf internationale Künstler
Nach 1853 und der Öffnung Japans nach außen beeinflussten die Ukiyo-e-Künstler insbesondere Impressionisten und Expressionisten weltweit und prägten eine Phase des Japonismus. Herauszuheben sind die Inspirationen in Frankreich zum Beispiel für Vincent van Gogh, Claude Monet, Édouard Manet und Henri de Toulouse-Lautrec, welche die Darstellungen in den Ukiyo-e schätzten und diesen Einfluss reinterpretierten. Auch bei den Malern der Künstlergruppe Blauer Reiter fand eine Rezeption statt. Sie sammelten kunstgewerbliche Gegenstände, Ukiyo-e und Shunga-Blätter.

## Künstler der Ukiyo-e hanga
- Hishikawa Moronobu (ca. 1630–1694), Okumura Masanobu (1686–1764), Torii Kiyonobu I. (1664–1729), Ishikawa Toyonobu (1711–1785)
- Suzuki Harunobu (um 1725–1770), Isoda Koryusai (tätig 1765–180), Torii Kiyomitsu I. (1735–1785), Utagawa Toyoharu (1735–1814), Katsukawa Shunshō (tätig 1780–1800), Buncho (tätig 1765–1792),
- Kitagawa Utamaro (1753–1806), Torii Kiyonaga (1752–1815), Hosoda Eishi (1756–1829), Eishosai Choki (tätig 1785–1805), Tōshūsai Sharaku (tätig 1794–1795), Utagawa Toyokuni I. (1769–1825),
- Katsushika Hokusai (1760–1849), Kikugawa Eizan (tätig 1804–1829), Keisai Eisen (1790–1848), Utagawa Kunisada (1786–1865), Utagawa Kuniyoshi (1798–1861), Utagawa Hiroshige (1797–1858),
- Toyohara Kunichika (1835–1900), Toyohara Chikanobu (1838–1912), Tsukioka Yoshitoshi (1839–1892).

Der im Westen wohl bekannteste japanische Farbholzschnitt dürfte Hokusais Bild Die große Welle vor Kanagawa aus dem Zyklus 36 Ansichten des Berges Fuji sein, das Ruderboote auf stürmischer See mit dem Berg Fuji im Hintergrund zeigt. Ein Exemplar erzielte 2009 in der Asiatica-Auktionswoche in New York 68.500 US-Dollar, ein weiteres wurde 2023 von der Bayerischen Staatsbibliothek in München für einen „unteren siebenstelligen Eurobetrag“ erworben.

## Museen
- Hokusai-Museum, Sumida City, Tokio
- Hokusai-Museum, Obuse, Nagano
- Japan Ukiyo-e Museum, Matsumoto, Nagano